# Mercedes-Benz CLK-Клас
Mercedes-Benz CLK-Klasse (Coupe Leicht Kurz) — спортивні купе або кабріолет, що вироблялися концерном Daimler AG під маркою Mercedes-Benz з 1997 в 2010 роки. Існували два покоління автомобіля, останнє з яких було представлене на ринку з 2003 року. Автомобілі були збудовані на основі C-класу (серед інших. спільна платформа), але стилістично вони були ближче до вищих E-клас.
У 2009 році модель CLK була замінена версіями купе і кабріолет Mercedes-Benz E-класу (C207/A207).
У період з 1997 по 2008 рік було продано більш ніж 700.000 автомобілів.

## Перше покоління (1997-2002)
Перше покоління Mercedes-Benz CLK-класу було представлене в 1997 році, через 4 роки після 1-го покоління C-класу (W202). Mercedes-Benz CLK-класу пропонувався з кузовом купе (C208) і кабріолет (A209). Система безпеки автомобіля має у своєму складі контроль стійкості, контроль тяги і АБС. Автомобілі цього модельного ряду оснащені автоматичною коробкою передач (4-ступінчастою і 5-ступінчастою) і різними бензиновими двигунами:
- CLK 200 : 2,0-літровий двигун, з чотирма циліндрами і 136 к.с.
- CLK 200 Kompressor : 2,0-літровий двигун, з чотирма циліндрами і 163 к.с.
- CLK 200 Kompressor : 2,0-літровий двигун, з чотирма циліндрами і 192 к.с.

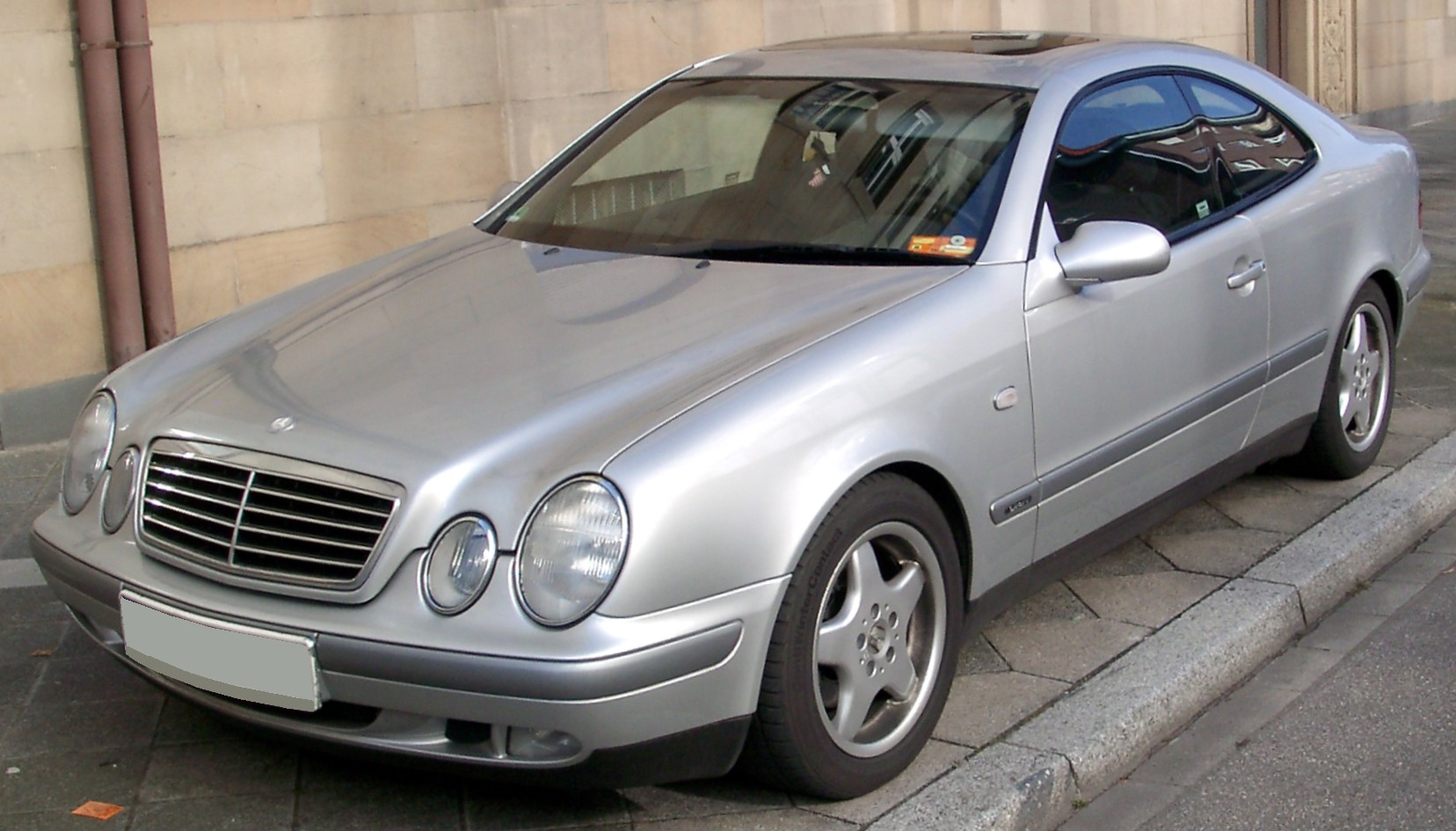
Mercedes-Benz CLK 230 K
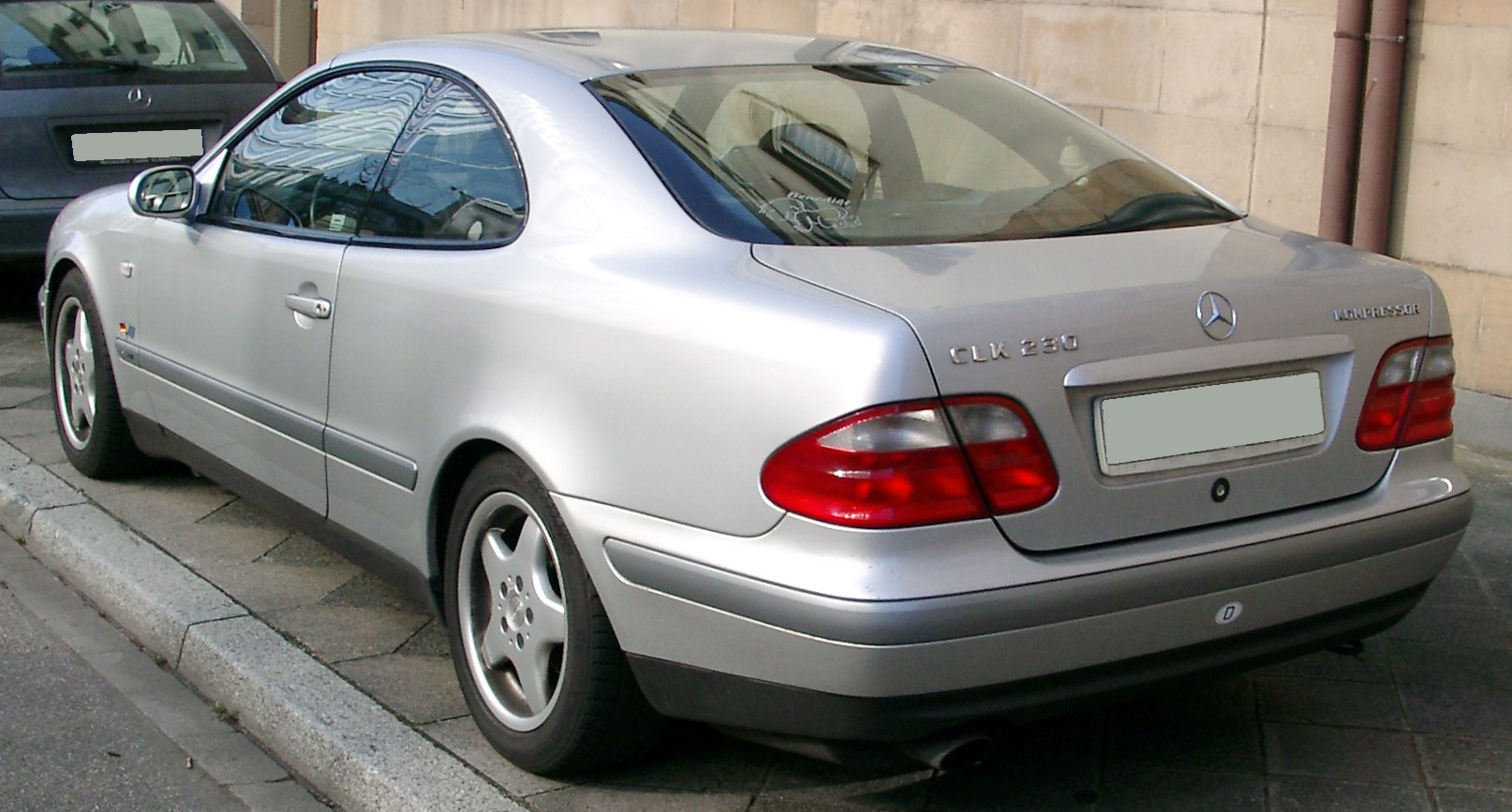
Mercedes-Benz CLK 230 K
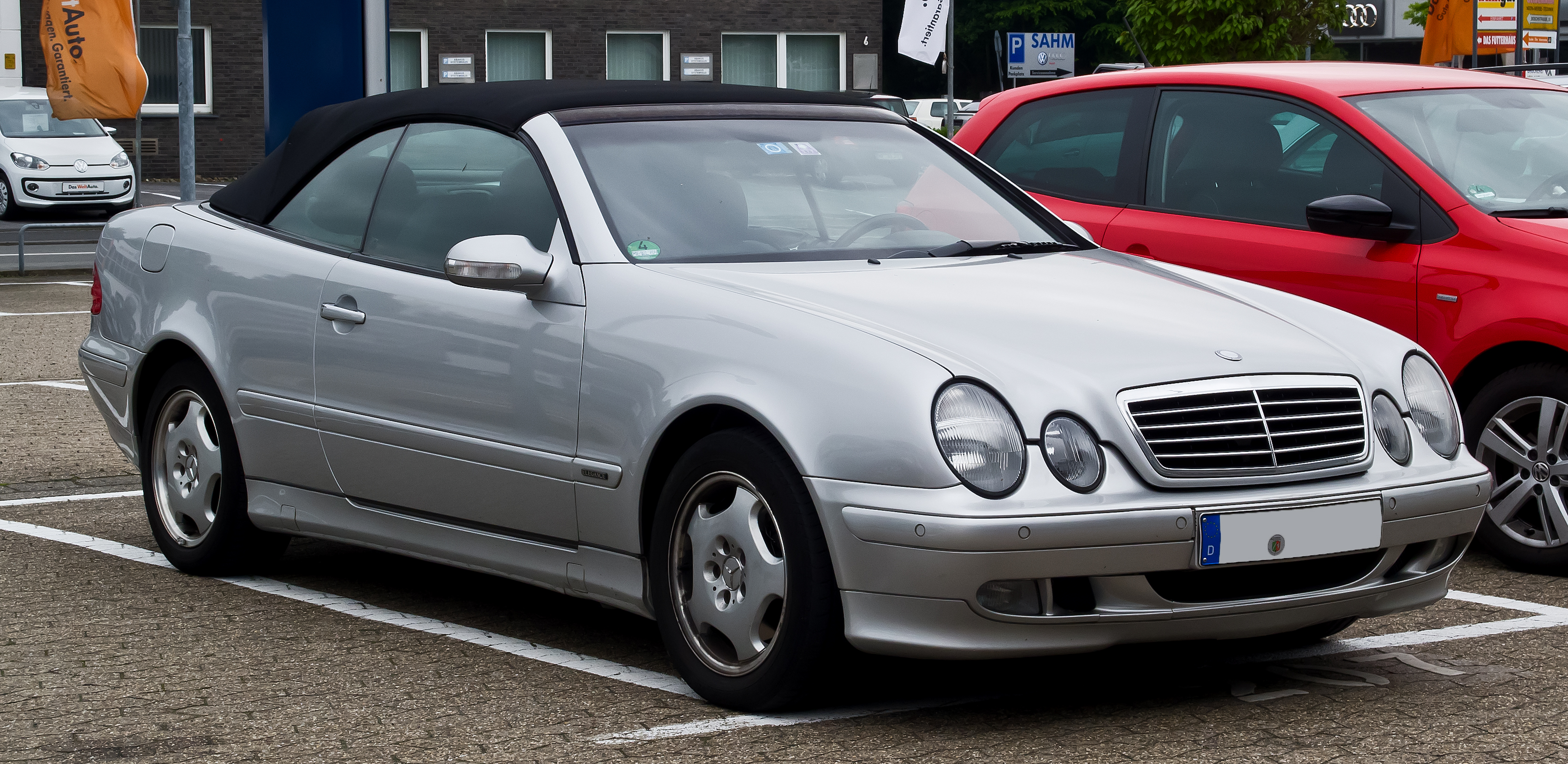
Mercedes-Benz CLK 200 Kompressor Cabriolet
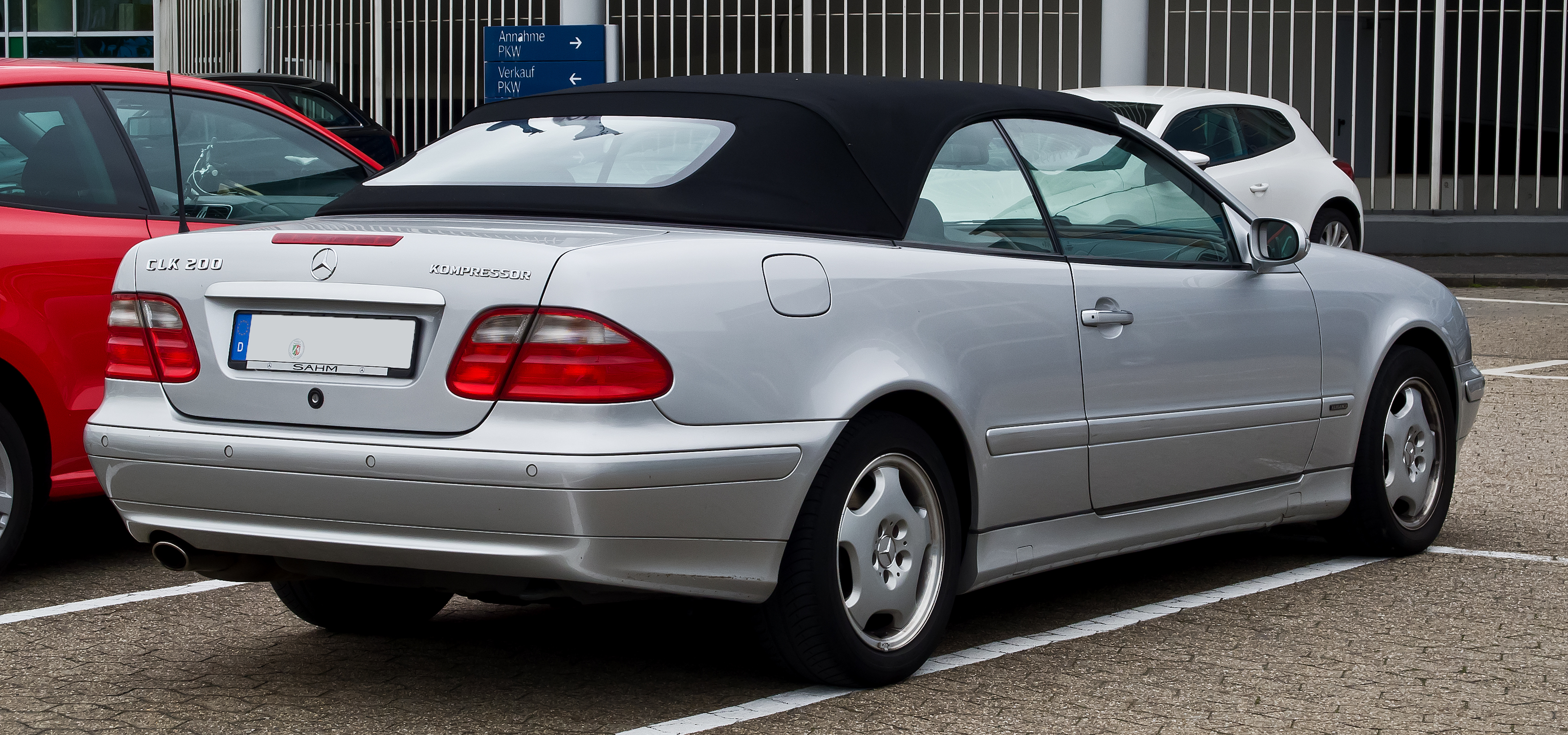
Mercedes-Benz CLK 200 Kompressor Cabriolet

- CLK 230 Kompressor : 2,3-літровий двигун, з чотирма циліндрами і 193/197 к.с.
- CLK 320 : 3,2-літровий двигун, V6 і 218 к.с.
- CLK 430 : 4,2-літровий двигун, V8 і 279 к.с.
- CLK 55 AMG: 5,4-літровий двигун, V8 і 347 к.с.

### CLK GTR
Mercedes-Benz CLK GTR являє собою ексклюзивну модель, оснащену бензиновим двигуном об'ємом 6,9 л, потужністю 620 к.с., здатну конкурувати в гонці «24 години Ле-Мана». Дорожня версія цього автомобіля була випущена обмеженим тиражем всього 25 екземплярів (20 родстерів і 5 кабріолетів).

## Друге покоління (2002-2010)
Друге покоління Mercedes-Benz CLK-класу з кузовом C209 (купе) і A209 (кабріолет) випускалось з 2002 по 2010 рік.
Це покоління автомобілів CLK-класу на 61 мм (2,4 дюйма) довше, 18 мм (0,7 дюйма) ширше і 28 мм (1,1 дюйма) вище, ніж його попередник.
Автомобілі CLK-Class другого покоління виконані у типовому для Mercedes-Benz стилі. Пізнавана хромована решітка радіатора з фірмовою зіркою зустрічають водія. Покупцеві пропонувалось понад десять кольорів екстер’єру. Стандартно автомобілі оснащувались 16-дюймовими литими дисками коліс та шинами на всі пори року. Моделі вищої комплектації отримали 17-дюймові диски та шини, призначені для продуктивної їзди. Найбільші колеса були у AMG версій, до того ж, вони оснащувались задньою сонцезахисною шторою та скляним люком з електроприводом. Усі CLK отримали склоочисники, чутливі до швидкості автомобіля, та задній туманорозсіювач. Кабріолет міг похвалитись відкидним дахом. 
До загальної бази CLK-Class увійшли: шкіряна обшивка, дерев’яні елементи декору, передні сидіння з підігрівом, десятьма режимами налаштування, включаючи поперекову підтримку, функцію підігріву бічних дзеркал, електропривод усіх основних елементів, круїз-контроль, двозонний клімат-контроль, сервіс зв’язку «TeleAid» та стерео систему «Bose». За безпеку відповідали: антиблокувальна гальмівна система, електронний контроль стабільності, протибуксувальна система, система електронного розподілу сили удару, натяжителі передніх ременів та подвійні передні подушки. Як опція передбачались система навігації та система «Cockpit Management», яка дозволяла використовувати інформаційно-виконавчі можливості салону. 

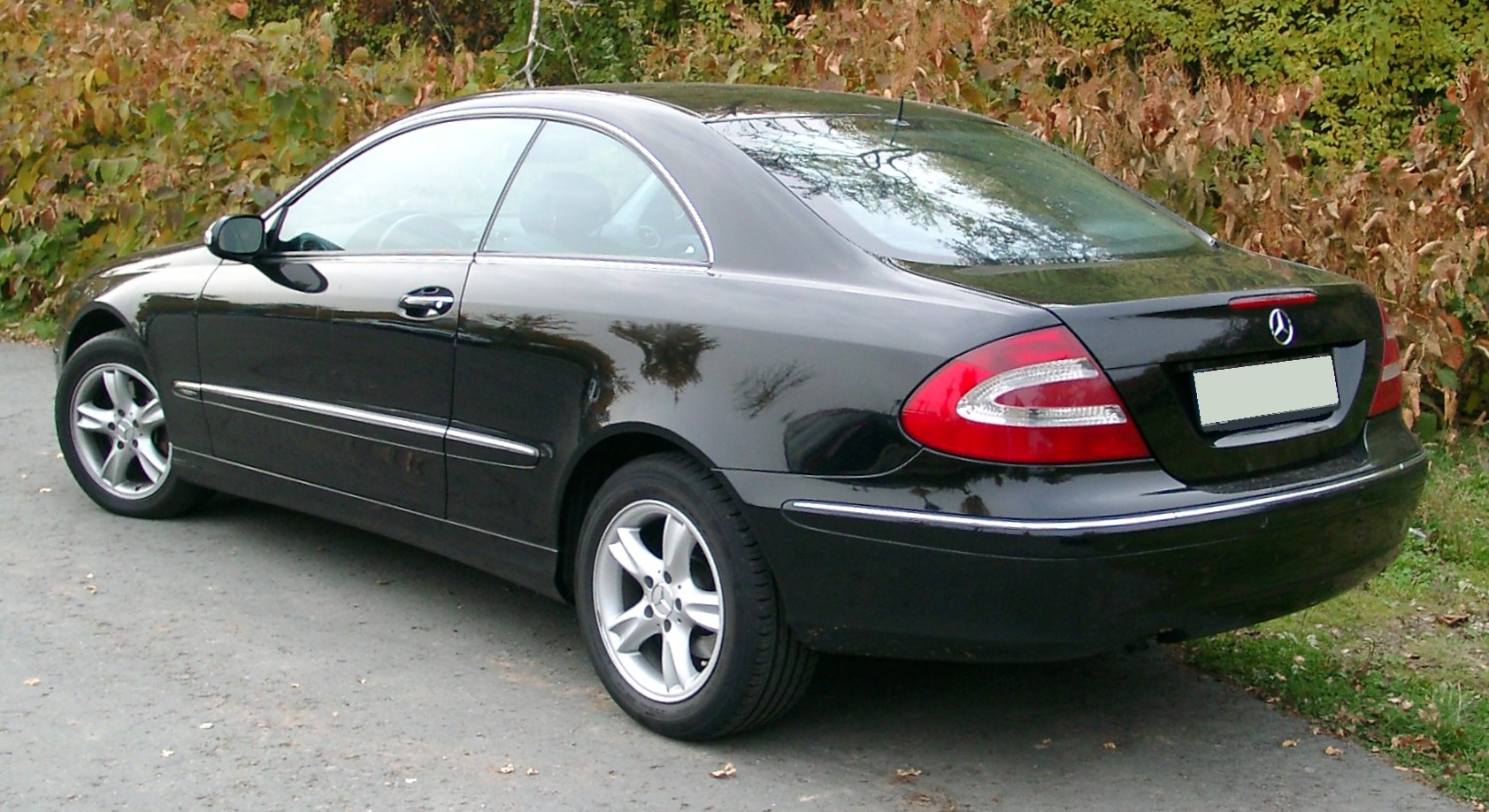
Mercedes-Benz CLK 320 (C209)
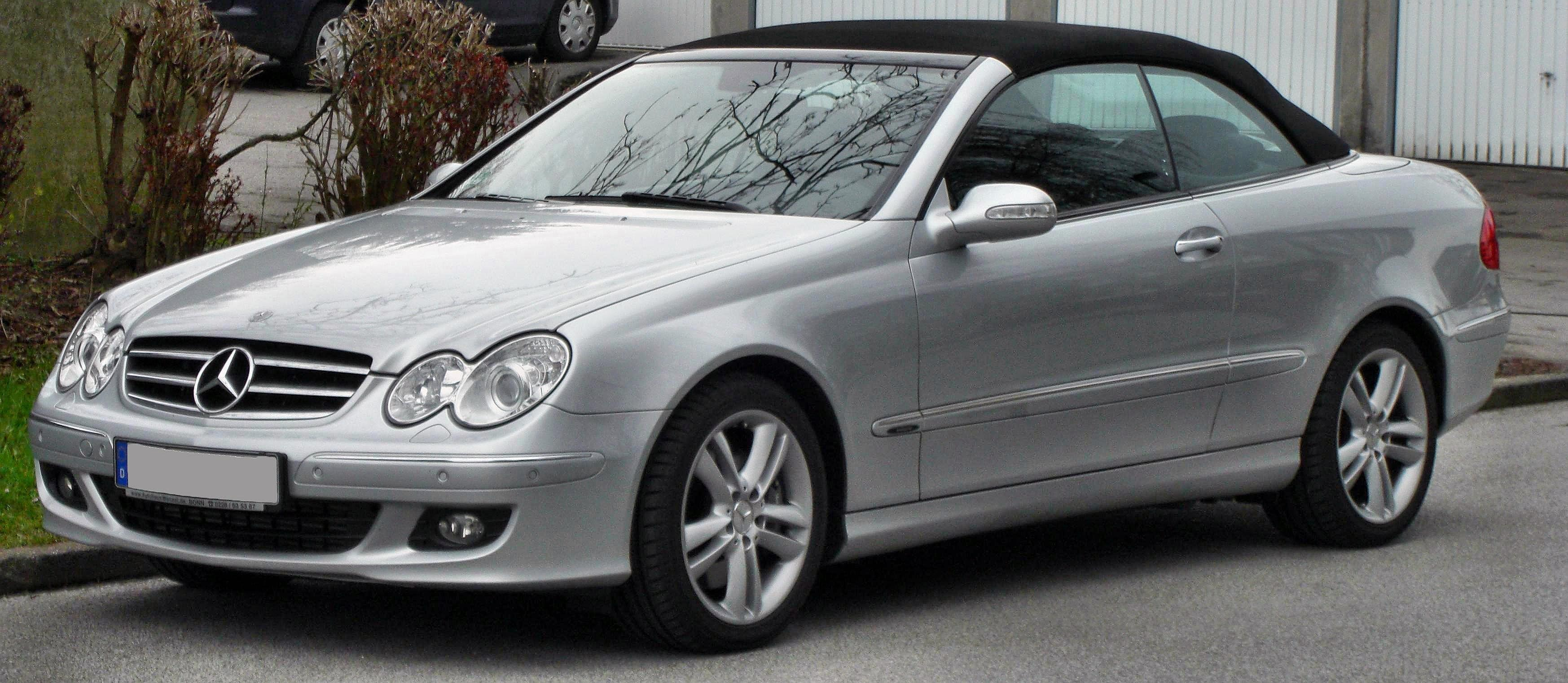
Mercedes-Benz CLK 320CDI
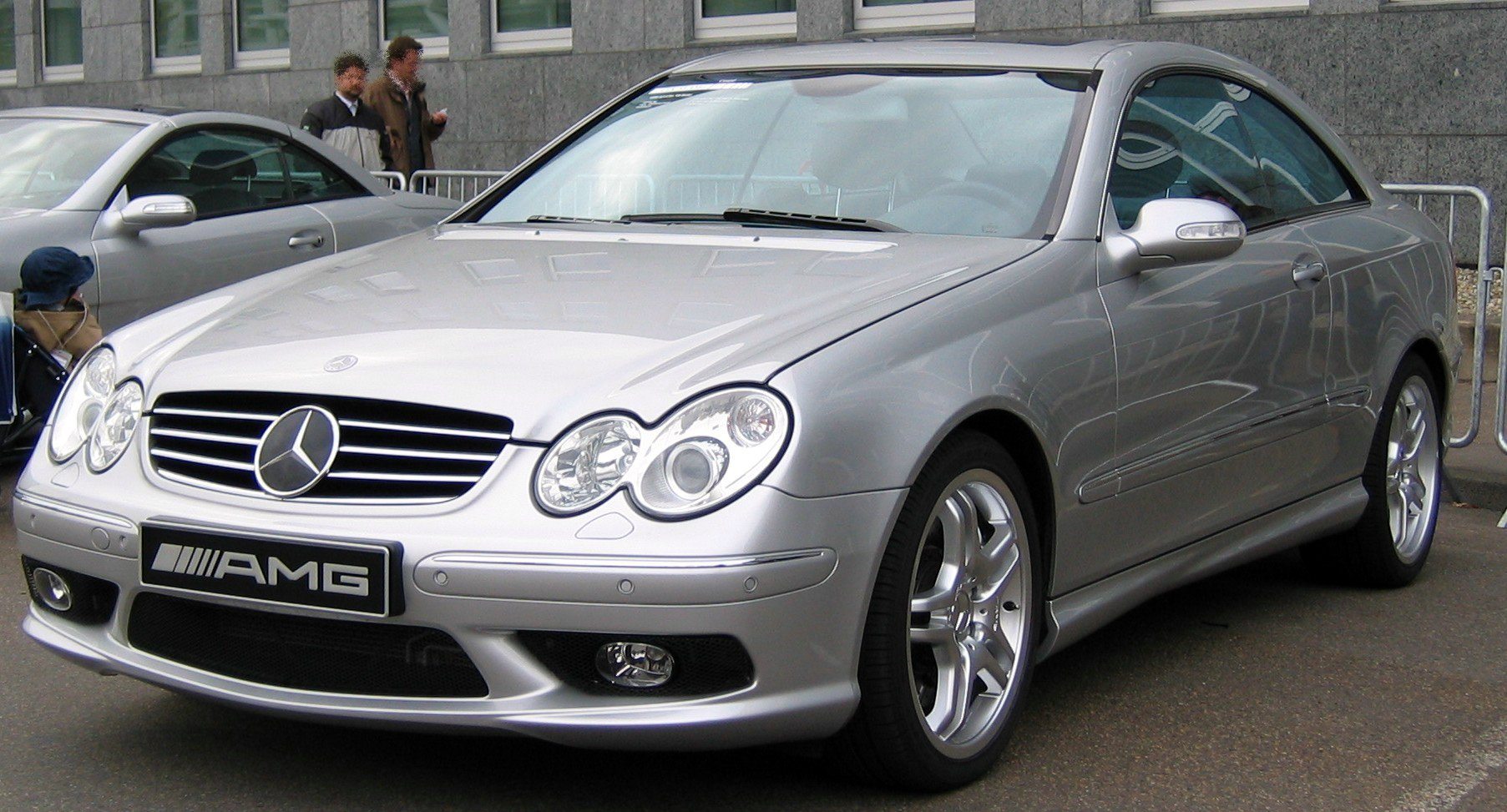
Mercedes-Benz CLK 55 AMG
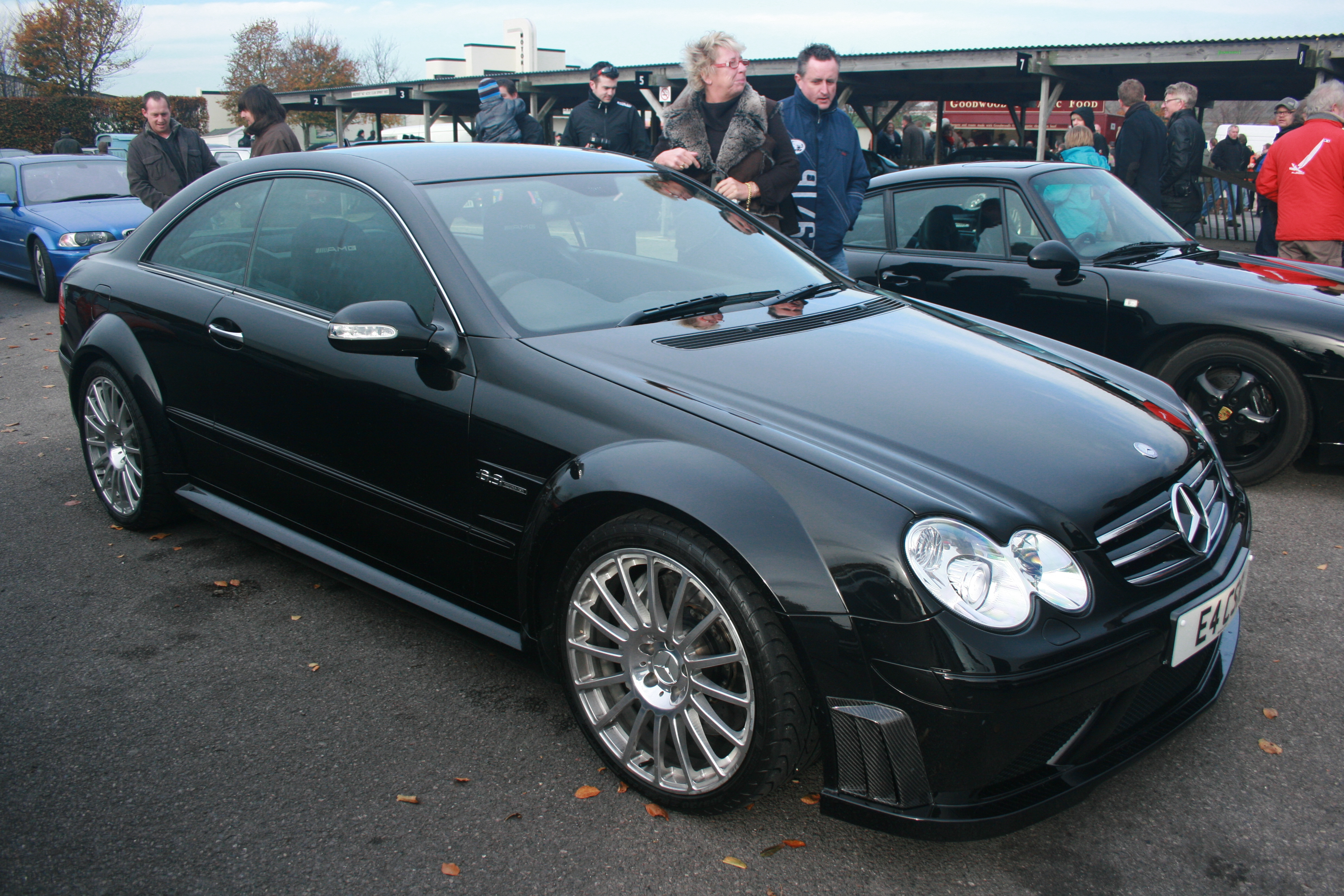
Mercedes-Benz CLK 63 AMG Black Series